# Evenementenverkeersregelaar
De evenementenverkeersregelaar is een verkeersregelaar die specifiek voor evenementen wordt ingezet, en eenvoudige aanwijzingen mag geven zoals het stopteken en het oprijteken.
De evenementenverkeersregelaar is een vrijwilliger die een eenmalige instructie moet volgen om bevoegd te zijn in haar of zijn gemeente.
Deze bevoegdheid kan zijn voor een enkel evenement dat een of meer aaneengesloten dagen plaatsvindt.
Verder bestaat er de evenementenverkeersregelaar voor bepaalde tijd (1 jaar) die een instructieverklaring ontvangt bij het met goed gevolg afronden van de e-learninginstructie (voorheen gedaan door de plaatselijke politie). Deze vorm van e-learning bestaat in Nederland wettelijk sinds 1 juni 2012. Sinds januari 2020 wordt er voor een evenementenverkeersregelaar geen aanstellingspas meer uitgedeeld en maakt de instructieverklaring onderdeel uit van de vergunning. Alle evenementen verkeersregelaars die actief zijn op een evenement dienen deze instructieverklaring bij zich te hebben (dit mag fysiek op zak maar ook digitaal zijn) en op 1e vordering van een daartoe bevoegde beambte ter inzagen af te geven.  
Organisaties die een evenement willen organiseren waarvoor verkeersregelaars worden vereist door de vergunningverlener (vaak een gemeente) moeten een verkeersplan aanbieden, met de inzet van deze evenementenverkeersregelaars.
De vrijwilligers moeten vervolgens worden aangemeld voor de instructie.
Een evenementenverkeersregelaar krijgt een instructie en wordt aangemeld via de gemeente, en mag hiermee enkel voor de aangewezen dagen tijdens het evenement het verkeer regelen conform de taakinstructie van de organisator. Dit betekent dat hij voor elk nieuw evenement weer een bevoegdheid dient te verkrijgen. De evenementenverkeersregelaar die bij de aanmelding een pasfoto inlevert en de instructie succesvol heeft afgerond, ontvangt een aanstellingsbesluit, die in de gemeente van afgifte voor één jaar geldig is. Met deze instructieverklaring mag de evenementenverkeersregelaar voor alle evenementen optreden binnen de gemeente waarvoor de pas is afgegeven, mits hij in de post -/ taak instructie en op de grosslijst van het evenement vernoemd staat.
Een evenementenverkeersregelaar dient ook te allen tijde zich te houden aan de post -/ taak instructie welke de organisatie met de wegbeheerder (gemeente) over een gekomen is. Afwijken van deze post -/ taak instructie dienen te allen tijde met de gemeente en organisatie besproken te worden.
Een post -/ taak instructie maakt ook onderdeel uit van de vergunning waar in de evenementenverkeersregelaar is aangesteld.